# Mesomys stimulax
Mesomys stimulax és una espècie de mamífer rosegador de la família de les rates espinoses. És endèmica de l'estat de l'Amazones (Brasil), on viu per sota de 300 msnm. El seu hàbitat natural són els boscos de terra firme. Es creu que no hi ha cap amenaça significativa per a la supervivència d'aquesta espècie, tot i que part del seu entorn podria estar afectat per l'expansió dels camps de conreu.